# Centre hospitalier intercommunal Robert-Ballanger
Le centre hospitalier intercommunal Robert-Ballanger est un hôpital des communes d'Aulnay-sous-Bois, du Blanc-Mesnil, de Sevran, de Tremblay-en-France et de Villepinte, en Seine-Saint-Denis. Il est situé à Villepinte, bien que son nom initial soit centre hospitalier d'Aulnay-sous-Bois.

## Organisation
L'hôpital a une capacité autorisée de 827 lits pour 668 installés (2013) et 2 240 employés.
Anciennement présidé par François Asensi, député-maire de Tremblay-en-France, il a été à l'initiative de la coopération public-privé avec l'hôpital privé du Vert-Galant et de la création en 2007 d'une maison médicale destinée à parer les périodes de suractivité du service des urgences et d'offrir une permanence de soins dans un secteur en sous-effectif médical[réf. nécessaire].
L’hôpital est présidé depuis 2013 par Jean Pinson,.

## Historique
L'hôpital a été construit de 1934 à 1939, sur des terrains cédés par la famille d'Albert Dauvergne, alors qu'il était maire de Villepinte, mais n'a été ouvert qu'en 1955 car ses bâtiments ont été occupés et transformés en caserne par l'armée allemande pendant l'Occupation, puis par l'armée américaine à la Libération, de 1944 à 1946.
Robert Ballanger, alors député-maire d'Aulnay-sous-Bois, est l'initiateur de la création du SEAPFA, syndicat d'équipement et d'aménagement des Pays de France et de l'Aulnoye en 1971.
C'est en 1956 que se déroule l'ouverture officielle de l'hôpital avec 300 lits pour 100 000 habitants.
En 1974, un incendie se déclenche et réduit à néant les divers blocs.
Quelques dates :
- 1978 : Ouverture de l'USN de chirurgie ;
- 1981 : Inauguration du plateau technique ;
- 1985 : Ouverture des USN de médecine ;
- 1987 : Ouverture du bâtiment mère et enfant ;
- 1998 : Plan de restructuration et d'extension élaboré ;
- 2014 : Ouverture d'un nouveau centre de Soins Suite et Réadaptation (SSR) et d'un nouveau bâtiment mère et enfant.

Aujourd'hui, le centre hospitalier dessert les villes d'Aulnay-sous-Bois, Le Blanc Mesnil, Sevran, Tremblay-en-France et Villepinte, soit environ 255 000 habitants.

## Dans la fiction
La série Hippocrate (depuis 2018) est tournée dans une aile désaffectée du centre hospitalier,. L'équipe de tournage a dû reconstituer un environnement hospitalier, en aménageant des chambres, salles de réunions ou encore des box d'urgence. Le réalisateur confie même avoir parfois emprunté du vrai matériel médical à l'hôpital voisin, toujours en activité.

## Liens
- Notices d'autorité :   - ISNI
- Ressource relative à la santé :   - Fichier national des établissements sanitaires et sociaux
- Site officiel du Centre Hospitalier Robert Ballanger